# Pulex simulans
Pulex simulans är en loppart som beskrevs av Baker 1895. Pulex simulans ingår i släktet Pulex och familjen husloppor. Inga underarter finns listade i Catalogue of Life.